# Chiesa dei Santi Stefano e Lorenzo (Olgiate Olona)
La chiesa dei Santi Stefano e Lorenzo è la più grande chiesa di Olgiate Olona, comune della provincia di Varese. L'attuale chiesa è il frutto di numerosi rifacimenti e ampliamenti della più antica chiesa di Santo Stefano.

## Storia
Già nel XII secolo nell'area in cui oggi è possibile ammirare la chiesa dei Santi Stefano e Lorenzo esisteva la cosiddetta chiesa jemale (invernale) di Santo Stefano, posizionata a sud della canonica (a nord era invece presente la chiesa per le celebrazioni estive dedicata a San Lorenzo). Nel 1463, durante una visita pastorale, il cardinale Stefano Nardini riportò che nella chiesa non era conservata l'Eucaristia a causa della mancanza di un luogo adatto ad accogliere il sacramento. Due secoli più tardi la chiesa si presentava in condizioni di degrado, come constatato durante una nuova visita pastorale.
Nel 1566 Carlo Borromeo, che da sei anni era stato consacrato arcivescovo di Milano, incaricò padre Leonetto Chiavone di ispezionare in suo nome le pievi di Gallarate e Olgiate Olona e di riferire lo stato delle chiese e del clero. Nella relazione che padre Chiavone redasse per la chiesa di Santo Stefano è riportato che erano presenti il battistero e gli oli santi, ma che il pavimento e il tetto erano male conservati, tanto che, nelle giornate di pioggia, la chiesa veniva completamente allagata. Le pareti presentavano molti buchi e fessure. Questo documento riporta anche le dimensioni dell'antica chiesa: 21 braccia in lunghezza e 29 in larghezza (circa 12×17 metri) con l'aula suddivisa in tre navate. Erano presenti l'altare maggiore e altri tre altari, la sacrestia, un cimitero antistante l'ingresso e un antico campanile, del quale rimanevano solo una delle quattro pareti e due campane, una delle quali era fessurata.

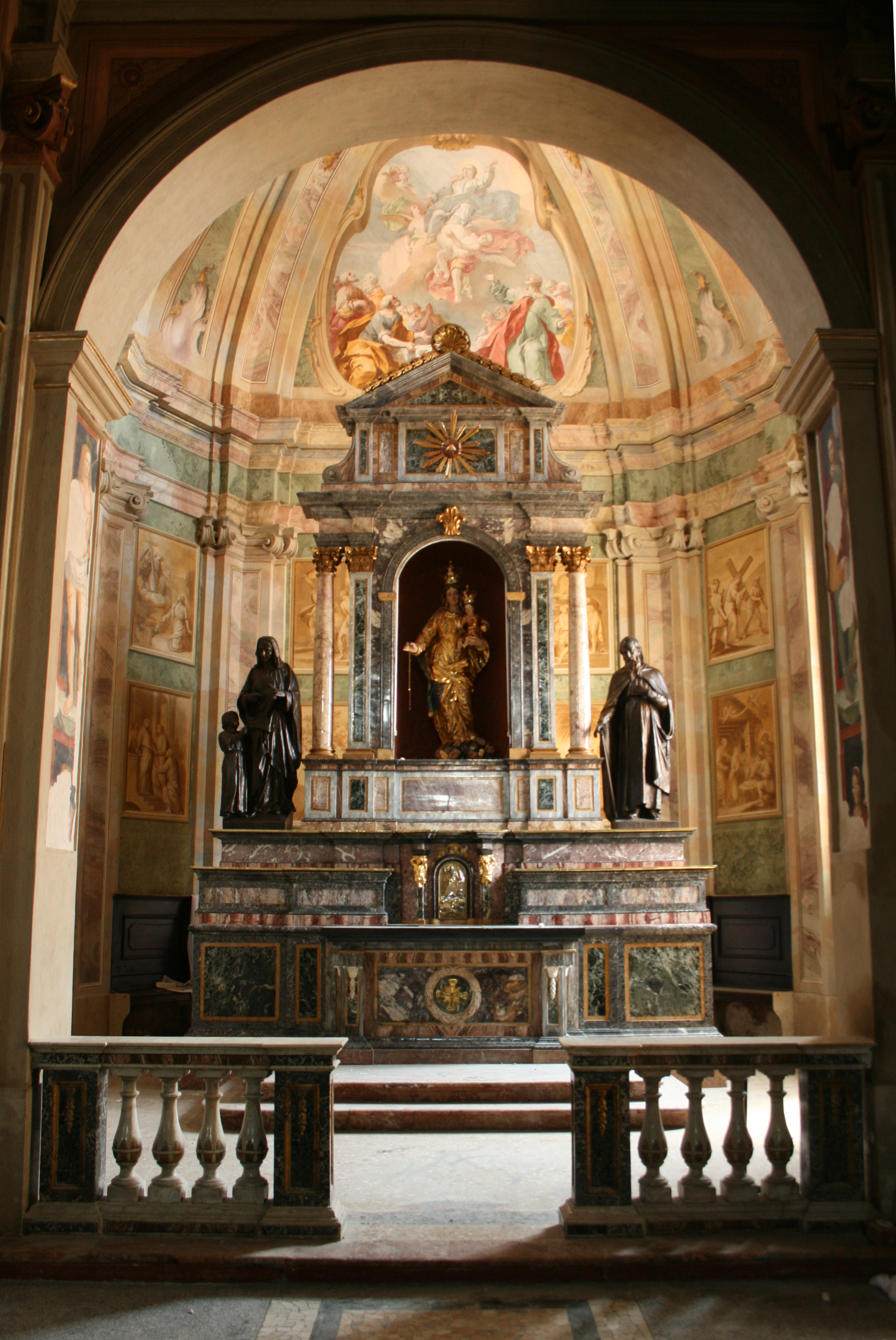
La cappella della Madonna del Rosario progettata e affrescata da Biagio Bellotti

In seguito a questa visita, con un atto datato 20 dicembre 1568 Carlo Borromeo ordinò che la chiesa venisse sistemata. Nel 1569 venne assegnato alla parrocchia il nuovo prevosto Giacomo Francesco Cardani, il quale portò a compimento il restauro dell'edificio. Il 17 febbraio 1582 Carlo Borromeo compì di persona una visita pastorale e trovò la chiesa in condizioni soddisfacenti. Nella relazione della visita riportò che le dimensioni delle tre navate: quella centrale era alta circa 10,5 m e larga 8, mentre quelle laterali erano larghe 4 m e alte 7. Nella stessa relazione si legge che le pareti della navata meridionale erano affrescate con immagini di santi, mentre quelle settentrionali erano bianche. Non era presente un cancello a separazione tra i fedeli uomini e donne, ma solo dei pali in legno infissi nel terreno che sostenevano una tenda delimitante le due zone della chiesa riservate agli uomini e alle donne. Erano presenti quattro finestre in facciata e due nel coro; due porte si aprivano sulla facciata e una terza sulla parete settentrionale che fungeva da collegamento con la casa prepositurale.
Nel 1765 Biagio Bellotti progettò la cappella del Rosario, posta a destra dell'ingresso, e lo stesso, tra il 1784 e il 1786, realizzò gli affreschi della cappella: Incoronazione di Maria, Assunzione, Resurrezione, Pentecoste e Ascensione.
Nel 1810 il vecchio altare venne demolito a causa delle sue pessime condizioni dovute ai tarli e nel 1819 l'architetto della Veneranda Fabbrica del Duomo di Milano Pietro Pestagalli disegnò e seguì i lavori per l'erezione del nuovo altare, consacrato l'8 ottobre 1820 dal prevosto di Busto Arsizio. Si tratta di un altare con i gradini e lo zoccolo del basamento in macchia vecchia di Casa Nuova (Svizzera), con un tempietto circolare e statue laterali in bardiglio di Verona. I capitelli corinzi e le statue sono opera dello scultore ravennate Gaetano Matteo Monti. Lo stesso altare, in gran parte rinnovato da alcuni marmisti di Viggiù, dal 1935 si trova nella nuova chiesa parrocchiale.
L'altare dei martiri Stefano e Lorenzo fu eretto in seguito alla visita pastorale del cardinale Alfredo Ildefonso Schuster del 1933 e nel contempo la chiesa fu ristrutturata e ampliata. Il 18 aprile 1936 la chiesa rinnovata fu consacrata e dedicata ai due santi Stefano e Lorenzo. A ricordo di questo evento all'interno della chiesa è posta una lapide che riporta:
laurentius cazzani parochus fidelesque

ad duplum cum produxissent

novisque decorassent operibus

a. ildeph. card. schuster archiep.

sab. xiv kal. mai mcmxxxvi

in albis consecravit pascalibus»
Due mesi prima, il 22 marzo, era stato inaugurato l'organo. Nel 1943 fu affidata al pittore comasco Torildo Conconi la decorazione pittorica della chiesa, in particolare per la cupola e la parete meridionale.
Nel 1973 il presbiterio fu completamente ristrutturato e il nuovo altare, anch'esso restaurato, fu inaugurato il 23 maggio 1976 dal cardinale Giovanni Colombo.